# Hans Bookmeyer
Hans Bookmeyer (* 15. Oktober 1955 in Mittegroßefehn) ist ein deutscher Politiker. Er ist verheiratet und hat fünf Kinder.

## Ausbildung und Beruf
Nach dem Abitur studierte Bookmeyer zunächst zwei Semester Jura und leistete anschließend seinen Grundwehrdienst ab. Danach nahm er ein Studium der evangelischen Theologie auf und war 1977–1980 als studentische Hilfskraft tätig. Nach dem 1. theologischen Examen war er 1982/83 Vikar in Victorbur in Ostfriesland. Nach einem Predigerseminar machte er 1984 sein 2. theologisches Examen und war von 1985 bis 1986 Pastor in Hasbergen bei Osnabrück. Von 1987 bis zur Wahl in den Landtag 1998 Pastor zu Dornum und Resterhafe in Ostfriesland und von 2003 bis 2005 Pastor in Norden. Nach seinem Ausscheiden aus dem Landtag 2008 war Bookmeyer von 2009 bis 2013 Pfarrer in Ochtelbur, Bangstede und Barstede. Danach wurde er Pastor für besondere Aufgaben im Kirchenkreis Aurich, d. h., er übernahm Vakanz- und Urlaubsvertretungen.

## Politik
Von 1973 bis 2011 war Bookmeyer Mitglied der CDU. Er war Gründungsmitglied der Jungen Union in Großefehn und bis 1977 im dortigen Vorstand vertreten. Von 1991 bis 2011 war er Ratsherr der Gemeinde Dornum, zuletzt Ratsvorsitzender. 1992 wurde er stellvertretender Vorsitzender des CDU-Kreisverbandes Aurich. Seit 1993 war er Mitglied im Landesvorstand des Evangelischen Arbeitskreises (EAK) der CDU in Niedersachsen, von 1998 an war er Landesvorsitzender. Ab 1999 gehörte er außerdem dem Bundesvorstand des EAK an. 
Bookmeyer war von 1998 bis 2003 Mitglied des Niedersächsischen Landtages und rückte 2005 für Thorsten Thümler wieder in den Landtag ein. Nach der Landtagswahl 2008 schied er aus dem Landtag aus.
2012 trat Bookmeyer der Partei Bündnis 90/Die Grünen bei. Er begründete diesen Schritt mit seinem Engagement für die Bewahrung der Schöpfung, das bei den Grünen überzeugender als in seiner alten Partei sei.